# Mainleus
Mainleus (oberfränkisch: Maleus) ist ein Markt im oberfränkischen Landkreis Kulmbach in Bayern.

## Geografie

### Geografische Lage
Mainleus liegt direkt am Main, der südlich am Ort vorbeifließt. Es ist ca. einen Kilometer vom Zusammenfluss der beiden Quellflüsse Weißer und Roter Main bei Steinenhausen (50° 5′ N, 11° 24′ O) entfernt. Die Bahnstrecke Bamberg–Hof teilt den Ort. Südlich davon liegt der Altort, nördlich ein Gewerbegebiet, an das sich im Osten und Westen Wohnsiedlungen anschließen.

### Gemeindegliederung
Mainleus hat 40 Gemeindeteile (in Klammern ist der Siedlungstyp angegeben):
- Appenberg (Weiler)
- Bechtelsreuth (Weiler)
- Buchau (Pfarrdorf)
- Danndorf (Dorf)
- Dörfles (Dorf)
- Dünkelhof (Einöde)
- Eichberg (Weiler)
- Fassoldshof (Dorf)
- Friedrichsberg (Einöde)
- Gundersreuth (Dorf)
- Heinersreuth (Weiler)
- Hornschuchshausen (Dorf)
- Ködnitzerberg (Einöde)
- Krötennest (Weiler)
- Mainleus (Pfarrdorf)
- Motschenbach (Kirchdorf)
- Neuenreuth (Weiler)
- Pöhl (Weiler)
- Pölz (Dorf)
- Proß (Dorf)
- Prötschenbach (Weiler)
- Rothe Kelter (Einöde)
- Rothwind (Dorf)
- Ruffenhaus (Einöde)
- Schimmendorf (Dorf)
- Schmeilsdorf (Dorf)
- Schwarzach b.Kulmbach (Pfarrdorf)
- Schwarzholz b.Danndorf (Einöde)
- Schwarzholz b.Rothwind (Einöde)
- Steinsorg (Einöde)
- Straß (Einöde)
- Unterauhof (Einöde)
- Veitlahm (Pfarrdorf)
- Wachholder (Dorf)
- Weihermühle (Anstalt)
- Wernstein (Dorf)
- Willmersreuth (Pfarrdorf)
- Witzmannsberg (Weiler)
- Wolpersreuth (Weiler)
- Wüstenbuchau (Dorf)
- Wüstendorf (Dorf)

Außerdem gibt es die Wohnplätze Dünkelhof, Hünleinshaus, Motschenbacher Mühle, Rothwinder Mühle und Ziegelhütte. Die Einöde Mühlberg bei Schimmendorf ist wüst gefallen.
Es gibt auf dem Gemeindegebiet die Gemarkungen Buchau, Danndorf, Dörfles, Katschenreuth (Gemarkungsteil 1), Lopp (Gemarkungsteil 1), Mainecker Forst (Ost), Mainleus, Motschenbach, Proß, Schimmendorf, Schmeilsdorf, Schwarzach b.Kulmbach, Veitlahm, Wernstein und Willmersreuth. Die Gemarkung Mainleus hat eine Fläche von 3,716 km². Sie ist in 1569 Flurstücke aufgeteilt, die eine durchschnittliche Flurstücksfläche von 2368,50 m² haben. In ihr liegen neben dem namensgebenden Ort die Gemeindeteile Hornschuchshausen, Pölz, Rothe Kelter und Unterauhof.

## Geschichte

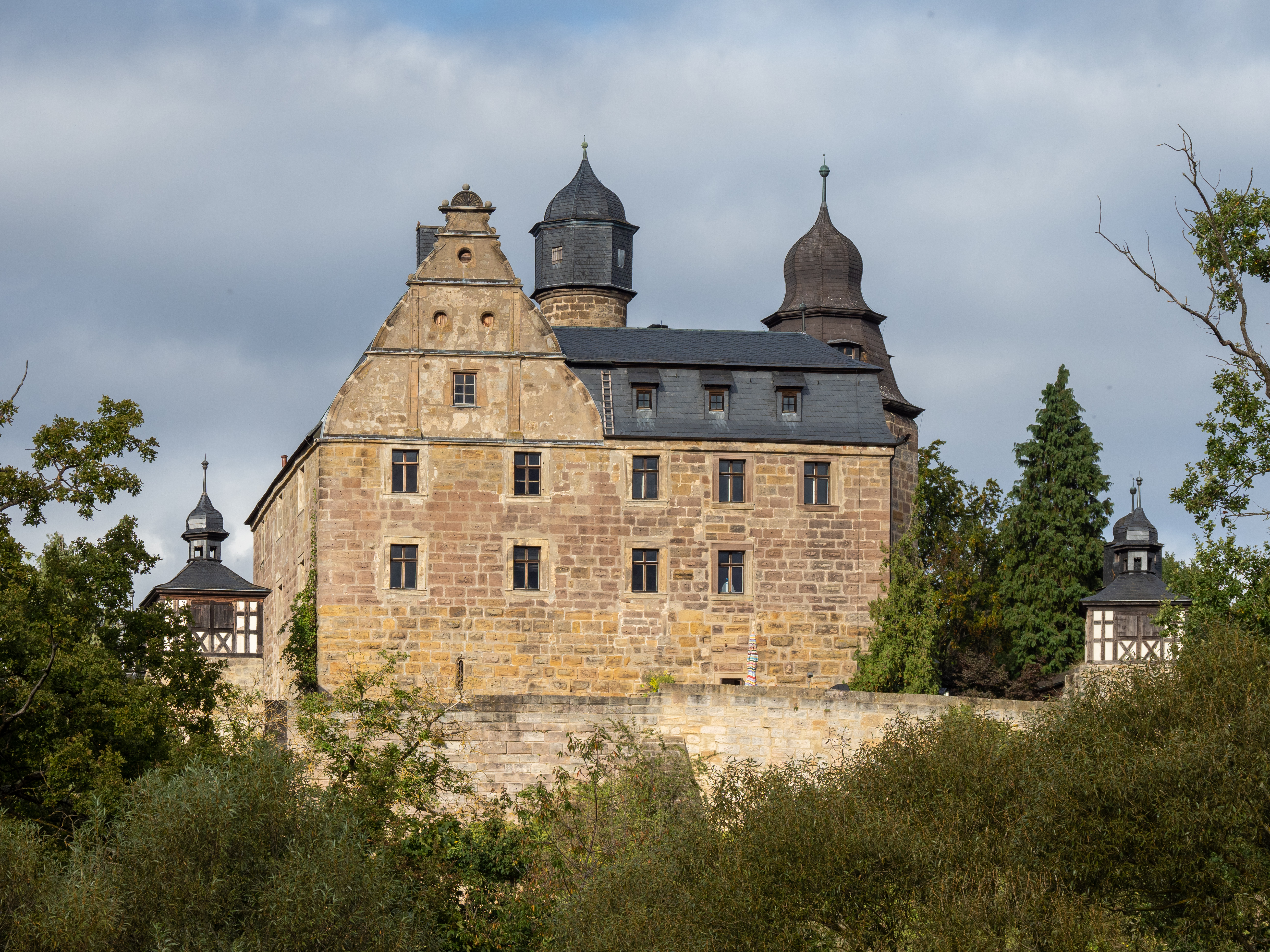
Schloss Wernstein

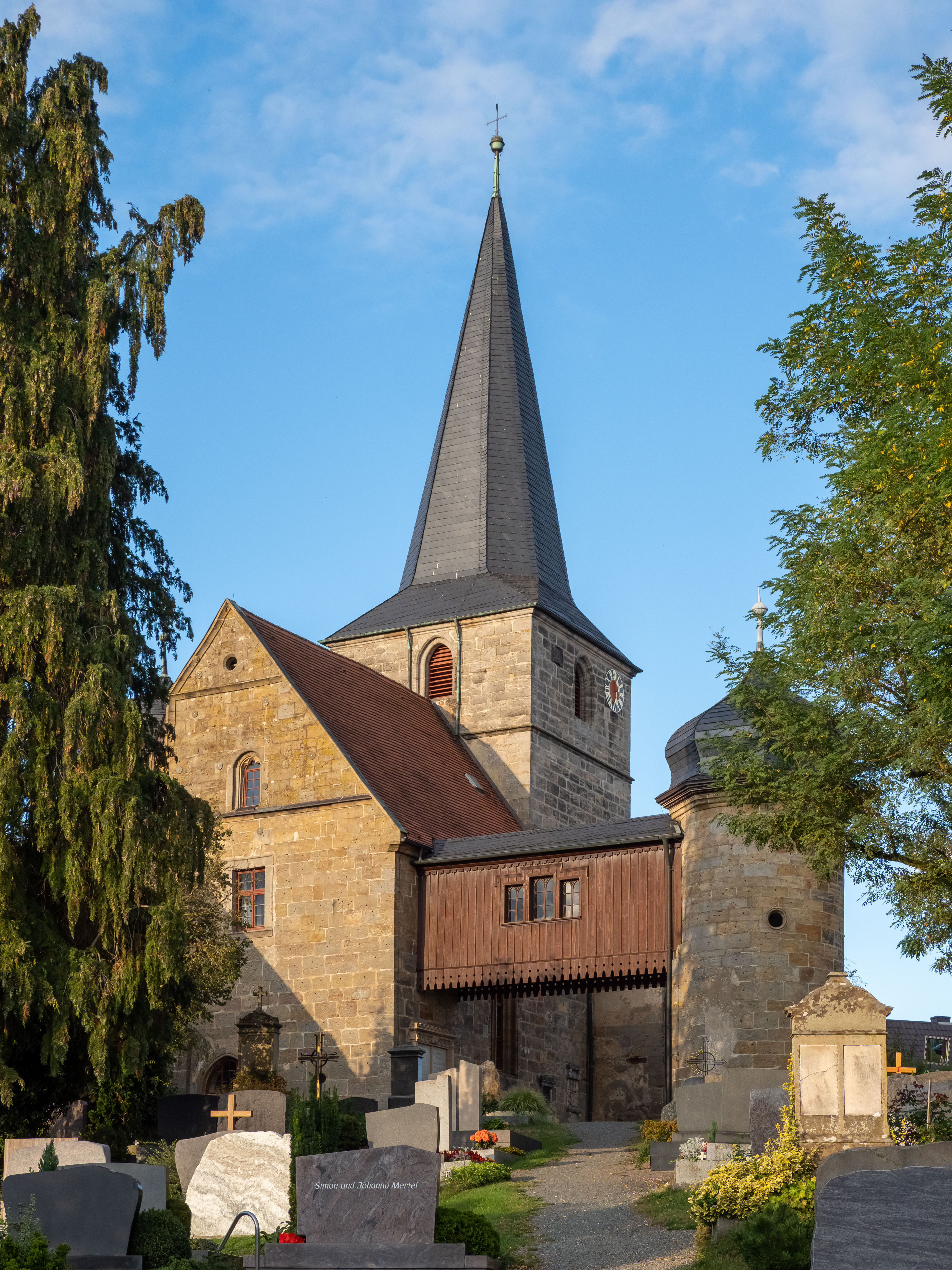
Kirche und Friedhof von Veitlahm

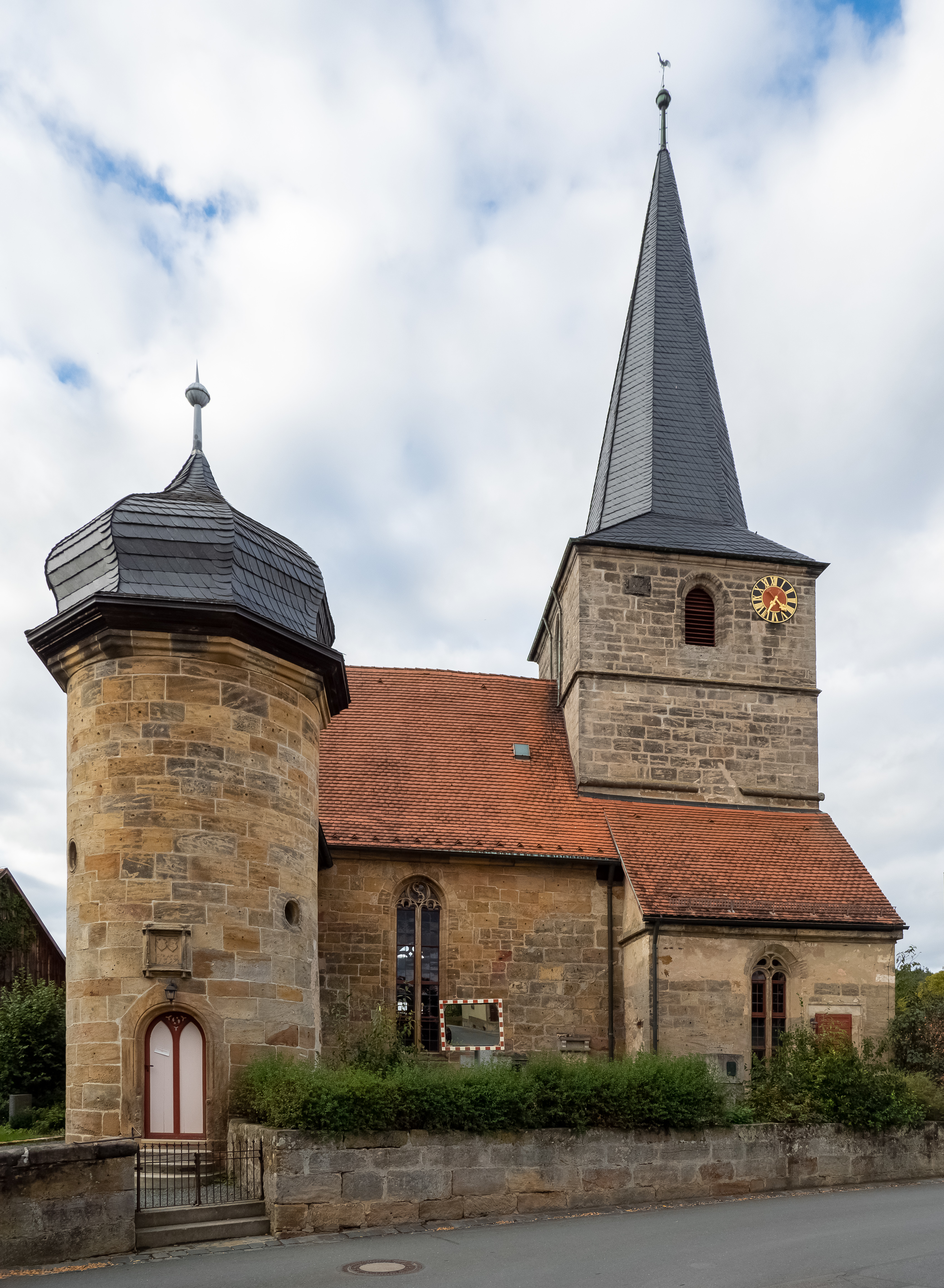
Kirche von Veitlahm

### Bis zum 19. Jahrhundert
Der Ort wurde 1333 als „Leubs“ erstmals urkundlich erwähnt, 1398 erstmals als „Meynleubs“ zur Unterscheidung von dem in der Nähe gelegenen Kirchleus. Der Ortsname leitet sich von dem slawischen Personennamen Ljuboslav ab. Daraus lässt sich schließen, dass die ersten Siedler Slawen waren (siehe auch Slawische Siedlungsnamen in Nordostbayern).
Die Flößerei über den Main hatte im 19. Jahrhundert ihre Blütezeit. Als Teil des seit 1792 preußischen Fürstentums Bayreuth lag Mainleus ab 1500 im Fränkischen Reichskreis. Es fiel im Frieden von Tilsit 1807 an Frankreich, das es 1810 Bayern überließ.

### 20. Jahrhundert
Im Jahre 1908 richtete die Kulmbacher Spinnerei eine Zweigniederlassung in Mainleus ein. Bereits 1912 wurde diese erweitert. Durch den Zuzug von weiteren Arbeitern wurde der Wohnraum knapp. Die Kulmbacher Spinnerei unter der damaligen Leitung von Geheimrat Fritz Hornschuch begann mit dem Bau einer etwa drei Hektar großen Wohnkolonie für die Arbeiter, die Hornschuchshausen genannt wird. Bis zum Beginn des Zweiten Weltkrieges wurden 51 Häuser für etwa 300 Bewohner errichtet. Das Ensemble ist noch bewohnt.
Die Luftangriffe am Ende des Zweiten Weltkrieges richteten sich in erster Linie gegen die sogenannte kriegsentscheidende Industrie, zu der auch die Kugellagerindustrie in Schweinfurt gehörte. Man verlegte diese Industrie in relativ sichere Gegenden. Deshalb wurde eine Fabrik der Vereinigten Kugellager-Fabriken Schweinfurt im Jahr 1943 unter der Bezeichnung „Ostwerk“ im Spinnereigebäude Mainleus untergebracht.
Im Jahr 1943 erbaute das Ostwerk für die Zwangsarbeiter sechs Baracken mit verschiedenen Wohnungseinheiten.

### Eingemeindungen
Im Rahmen der Gebietsreform wurden am 1. Januar 1972 die Gemeinden Buchau, Wernstein und Willmersreuth sowie Teile der aufgelösten Gemeinde Lopp eingegliedert. Am 1. Juli 1972 kam ein Teil der Gemeinde Geutenreuth hinzu. Es folgten am 1. Januar 1976 Veitlahm, am 1. Juli 1976 Proß, am 1. Januar 1977 ein Teil der aufgelösten Gemeinde Mainroth sowie am 1. Januar 1978 Danndorf, Schimmendorf und Schwarzach bei Kulmbach (mit dem am 1. April 1971 eingegliederten Schmeilsdorf).

### Einwohnerentwicklung
Im Zeitraum 1840 bis 2020 ist die Einwohner Zahl um 77,1 % gestiegen.
| Jahr      | 1840 | 1871 | 1900 | 1925 | 1939 | 1950 | 1961 | 1970 | 1987 | 1991 | 1995 | 2000 | 2005 | 2010 | 2015 | 2020 | 2021 |
| Einwohner | 3643 | 3789 | 3596 | 4154 | 4951 | 7224 | 6868 | 6858 | 6189 | 6451 | 6965 | 6940 | 6817 | 6546 | 6495 | 6450 | 6470 |

## Politik

### Bürgermeister
Seit dem 1. Juli 2016 ist Robert Bosch (CSU) an der Spitze der Gemeindeverwaltung in Mainleus. Bei der Bürgermeisterwahl 2020 wurde er mit einem Stimmenanteil von 77 % im ersten Wahlgang wiedergewählt. Sein Vorgänger Dieter Adam (Freie Wähler) hatte das Amt seit 2004 inne.

### Marktgemeinderat
Die Kommunalwahlen 2002, 2008, 2014 und 2020 führten zu folgenden Sitzverteilungen im Marktgemeinderat:
| Partei / Liste           | Sitze 2002 | Sitze 2008 | Sitze 2014 | Sitze 2020 |
| ------------------------ | ---------- | ---------- | ---------- | ---------- |
| CSU                      | 3          | 4          | 7          | 11         |
| SPD                      | 6          | 9          | 8          | 4          |
| Freie Wählergemeinschaft | 1          | 4          | 8          | 6          |
| Alternative Bürgerliste  | 1          | 1          | 2          | 2          |
| Parteilos/Fraktionslos   | 1          | 2          | 1          | 2          |
| Gesamt                   | 12         | 20         | 26         | 27         |

### Steuern
Die Gemeindesteuereinnahmen im Jahr 2017 betrugen 5,906 Mio. EUR, davon waren 2,227 Mio. EUR (netto) Gewerbesteuereinnahmen.

### Wappen und Flagge
Wappen
| Wappen Markt Mainleus | Blasonierung: „Gespalten von Grün und Silber; vorne ein silberner Floßanker, hinten ein senkrecht stehendes halbes schwarzes Spinnrad“ |
| Wappen Markt Mainleus | |

Flagge
Die Gemeindeflagge ist weiß-grün.

## Sehenswürdigkeiten

### Baudenkmäler
- Die Burg Wernstein (Oberfranken), auch Schloss Wernstein genannt, zählt zu den schönsten Burganlagen in Oberfranken und ist seit über 600 Jahren im Besitz der Familie von Künßberg.
- Schloss Buchau
- Schloss Schmeilsdorf
- Hornschuchshausen, sozialer Wohnungsbau aus der ersten Hälfte des 20. Jahrhunderts

## Gewässer
Durch den Ort Mainleus fließt der namensgebende Main. Weitere Flüsse, die durch Mainleus fließen, sind der Zentbach bei Schwarzach bei Kulmbach der Rohrbach bei Rothwind, der Scheuergrundgraben bei Witzmannsberg und der Motschenbach. Außerdem gibt es noch den Wüstendorfer Bach bei Wüstendorf, den Aubach, den Prinsengraben und den Proßer Bach bei Appenberg und Proß bzw. Gundersreuth.

## Wirtschaft und Infrastruktur

### Wirtschaft
2017 gab es nach der amtlichen Statistik im Bereich der Land- und Forstwirtschaft siebzehn, im produzierenden Gewerbe 706 und im Bereich Handel, Verkehr und Gastgewerbe 251 sozialversicherungspflichtig Beschäftigte am Arbeitsort. Die Zahl der Beschäftigten am Arbeitsort betrug 1546. Sozialversicherungspflichtig Beschäftigte am Wohnort gab es 2851. Im verarbeitenden Gewerbe gab es sechs, im Bauhauptgewerbe zehn Betriebe. Zudem bestanden im Jahr 2016 62 landwirtschaftliche Betriebe mit einer landwirtschaftlich genutzten Fläche von 2523 ha, davon waren 1600 ha Ackerfläche und 923 ha Dauergrünland.

### Freizeiteinrichtungen
- Fritz-Hornschuch-Bad, Freibad von 1935, in den 1990er Jahren renoviert
- Spiel- und Bolzplätze
- Fußballvereine: TSC Mainleus[20], 1. FC Schwarzach, SV Motschenbach[21], FSV Danndorf[22] und SG Roth-Main
- Tennisverein TSC Mainleus[23]
- Etwa einen Kilometer vom Ortsrand entfernt befindet sich das Naherholungsgebiet Mainaue mit einem Spielplatz, drei Grillstellen und Wassersportgelegenheiten.

### Bildung
Im Jahre 2018 gab es folgende Einrichtungen:
- Kindertageseinrichtungen: 416 genehmigte Plätze mit 371 betreuten Kindern und 71 Mitarbeitern
- Grund- sowie Mittel-/Hauptschulen: drei, mit 29 Lehrkräften und 470 Schülern
- Förderzentren: eines, mit zwölf Lehrkräften und 71 Schülern
- eine Waldorfschule mit fünf Lehrkräften und 48 Schülern und Waldorfkindergarten in Veitlahm

### Verkehr

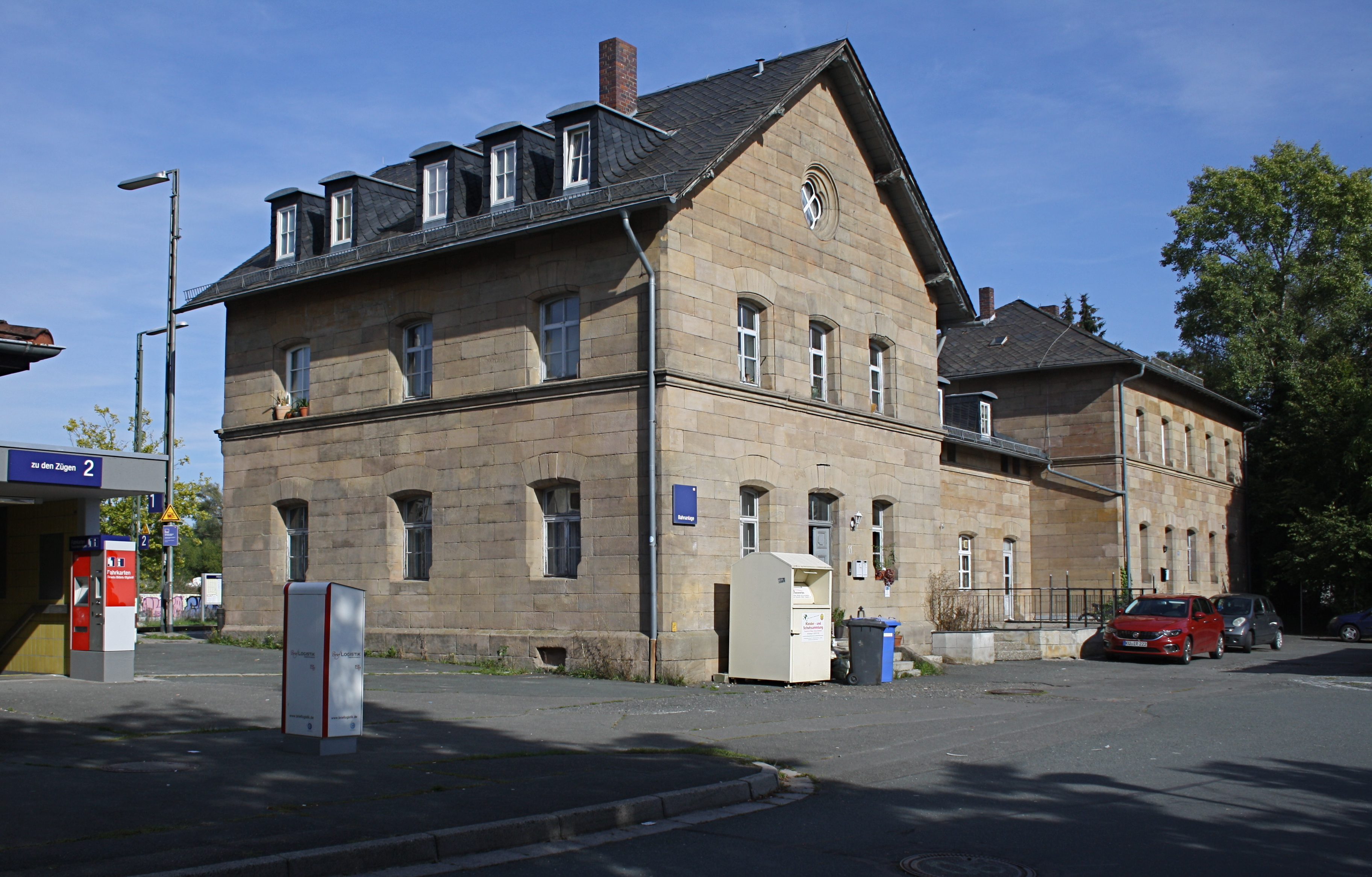
Bahnhof

Die Bundesstraße 289 umgeht Mainleus im Norden. Die Kreisstraßen KU 6 und KU 12 durchqueren den Ort. Der Bahnhof Mainleus liegt an der Bahnstrecke Bamberg–Hof. Durch Mainleus verläuft der Fränkische Marienweg.

## Persönlichkeiten
- Adolf Thiermann (1899–1993), Maler, Grafiker und Zeichner